# Hector Daure
Hector Daure, dit le comte d’Aure, est un haut fonctionnaire et homme politique français né le 7 novembre 1774 à Courbevoie et mort le 8 janvier 1846 à Paris. Il est notamment ordonnateur aux armées, ministre dans le gouvernement du royaume de Naples, intendant général.

## Biographie
Après des études au Collège des Écossais, où il se lia avec le duc de Fitz-James, Hector Daure fut d'abord sous-lieutenant de dragons, puis lieutenant à l'armée du Rhin sous les ordres de Desaix, dont il devint l'ami.
Il fit ensuite la campagne d'Égypte comme commissaire des guerres et fut nommé ordonnateur en chef de l'armée d'Égypte à 23 ans. Dans cette fonction, il montra de grandes capacités, parvenant à nourrir l'armée en plein désert. À Dresde en 1813, Napoléon Ier le lui rappela un jour qu'il était de mauvaise humeur contre le comte Daru : « Vous, d'Aure, vous avez nourri l'armée dans le désert. » Dès 1796, le général Thiébault disait de lui : « Il est très brave, plein d'esprit, d'intelligence et de capacité. »
Retenu au Caire par une ophthalmie, Daure ne participa pas à la campagne d’Italie mais suivit le général Leclerc à Saint-Domingue, où il fut successivement préfet colonial de l’Ouest de l’île et commissaire ordonnateur de l’armée expéditionnaire. Il encourut la disgrâce du Premier Consul pour avoir, pendant le blocus de Saint-Domingue, signé au nom du gouvernement des billets assurant la paie des troupes.
De retour en France, il devint ministre de la Guerre et de la Marine du royaume de Naples sous le règne du roi Murat.  Quand le préfet de police de Naples, Maghella remit à Murat des lettres prouvant la liaison de Daure avec sa femme Caroline, ce dernier fut révoqué et dut quitter l'Italie.
Revenu à Paris, Daure fit la campagne de Russie (1812) comme ordonnateur en chef, puis la campagne de Saxe (1813) comme ordonnateur en chef de l'armée de l'Elbe, et rejoignit l'Empereur à Fontainebleau. Aux Cent-Jours, il fut intendant général de l’armée du Nord puis, après la bataille de Waterloo, remplit les mêmes fonctions auprès de l'armée de la Loire jusqu'à son complet licenciement.
Il resta sans emploi sous la seconde Restauration. Sous la monarchie de Juillet, le maréchal Gérard l'appela auprès de lui au ministère de la Guerre comme directeur de l'Administration, puis le fit nommer conseiller d’État.
Ses papiers personnels sont conservés aux Archives nationales sous la cote 416AP 